# 生沼知裕
生沼 知裕（おいぬま ともひろ、1981年4月30日 - ）は、ラグビーユニオン選手。

## プロフィール
- 東京都江戸川区出身。
- ポジションはロック(LO)。
- 身長 190cm、体重 105kg
- ニックネームはオイヌ、トモ。
- 高校日本代表に選ばれたことがある。
- U21日本代表に選ばれたことがある。
- 兄の元もラグビー選手だった（2005年9月16日逝去[1] ） [2]。

## 略歴
兄が出場した全国高校ラグビー都大会決勝を見て、ラグビーを始めた。
2000年、大東大一高校卒業後、大東文化大学に入る。なお大東大一高校時代、高校日本代表に選ばれたことがある。
2004年、大東文化大学卒業後、セコムラガッツに加入。同年9月4日に行われたトップイースト10第1節のブルーシャークス戦に先発出場で公式戦初出場を果たす。
2009年、リコーブラックラムズに加入。
2017年、リコーブラックラムズを退団。